# Daphne odora
Daphne odora är en tibastväxtart som beskrevs av Carl Peter Thunberg. Daphne odora ingår i släktet tibaster, och familjen tibastväxter. Inga underarter finns listade i Catalogue of Life.

## Bildgalleri

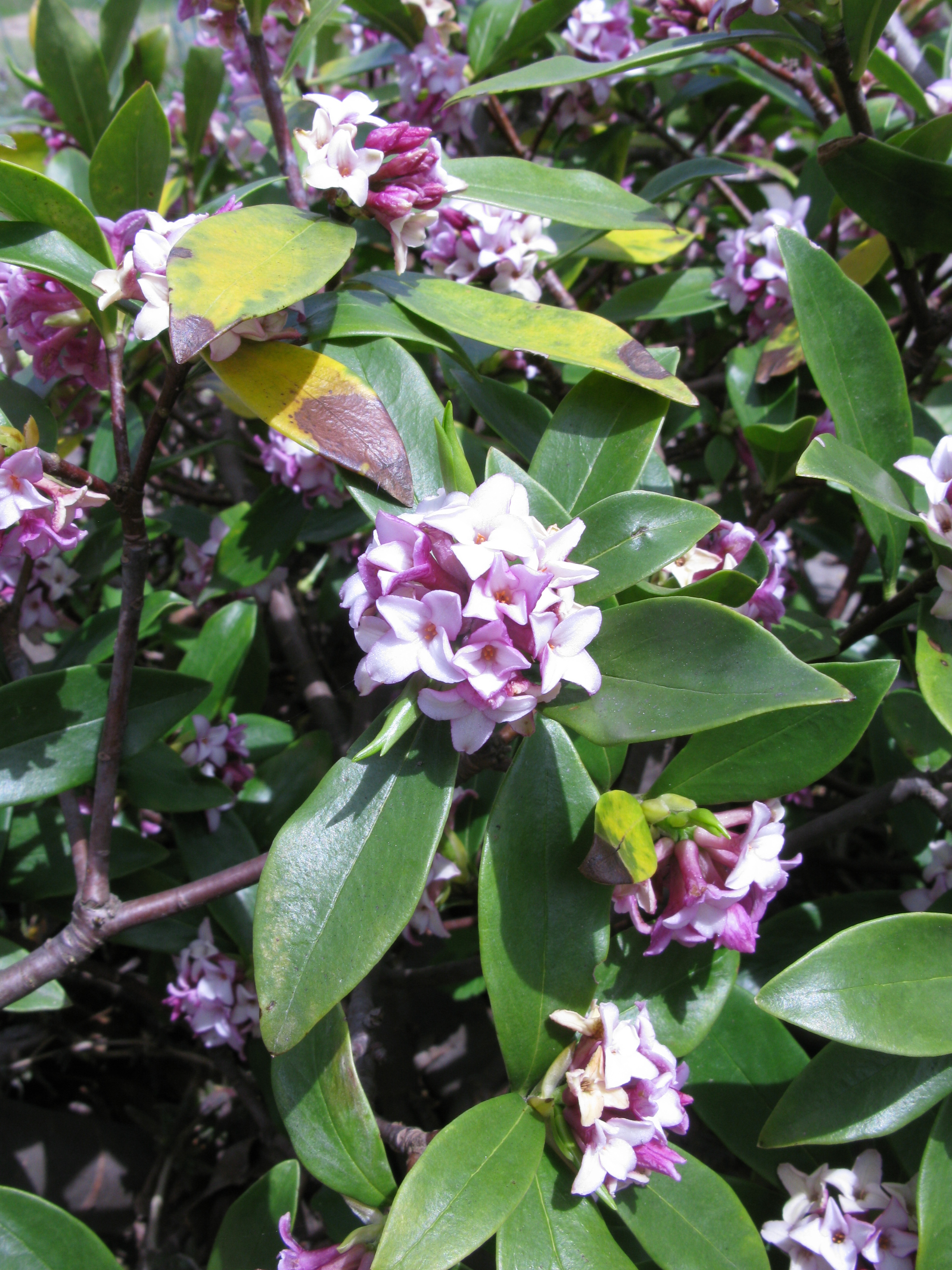
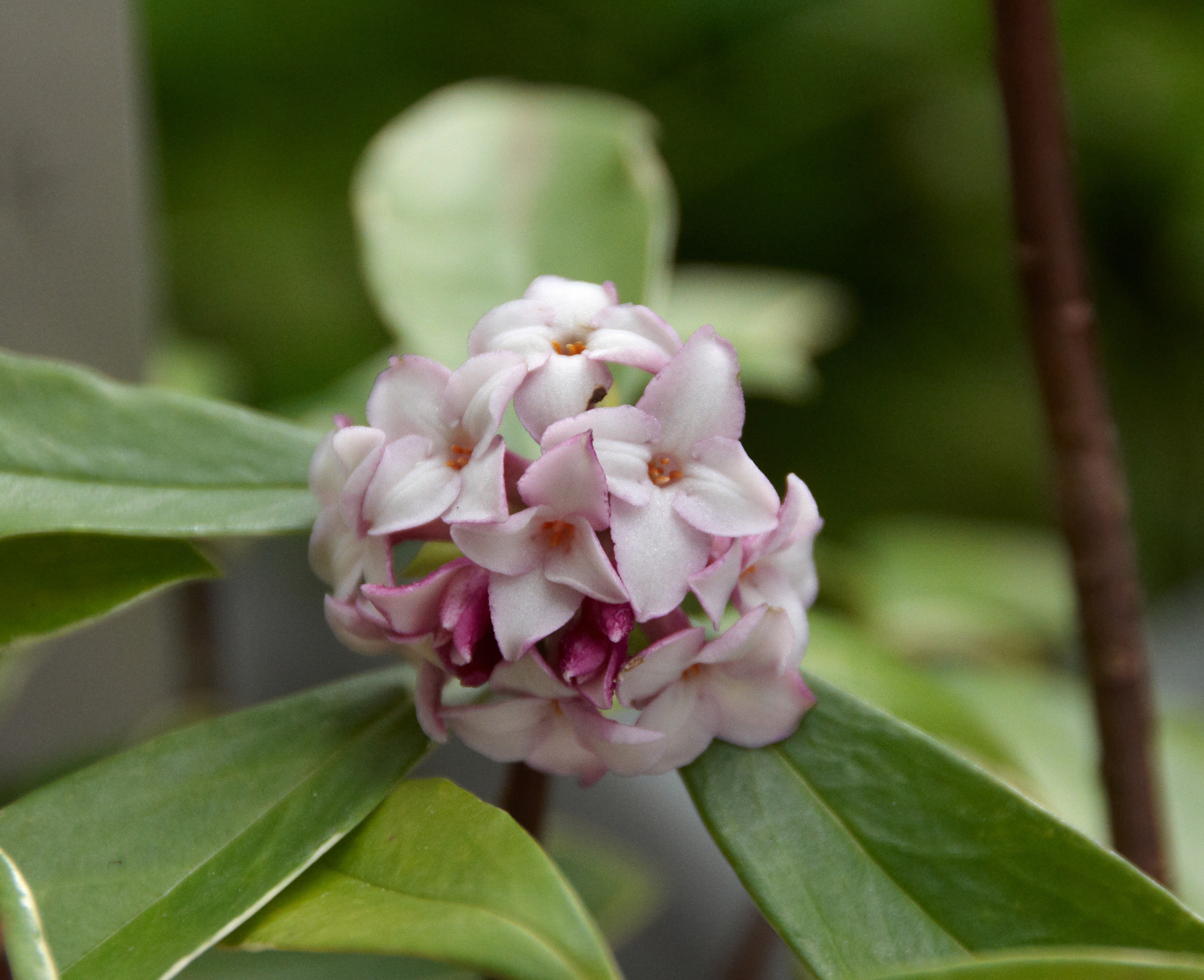
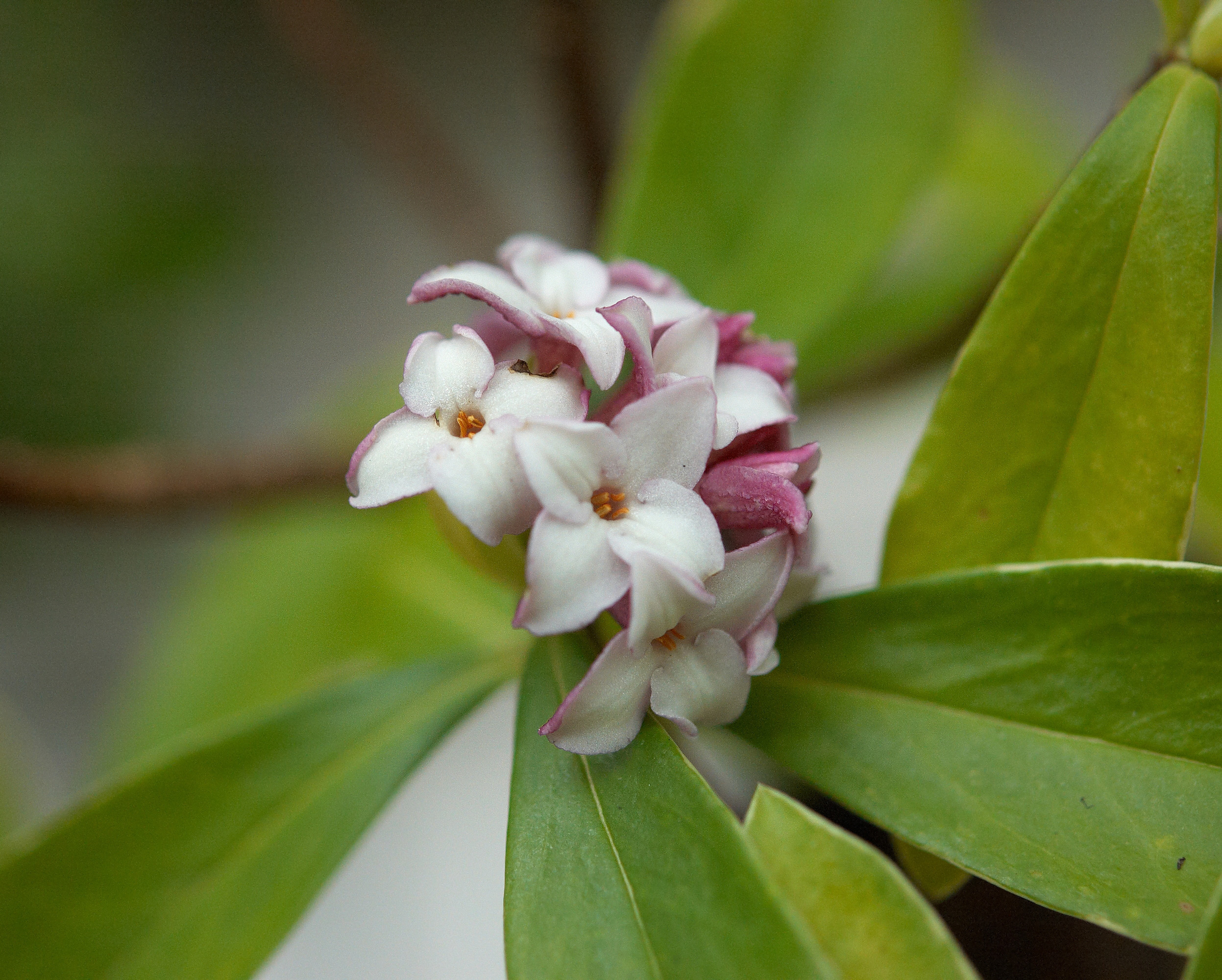
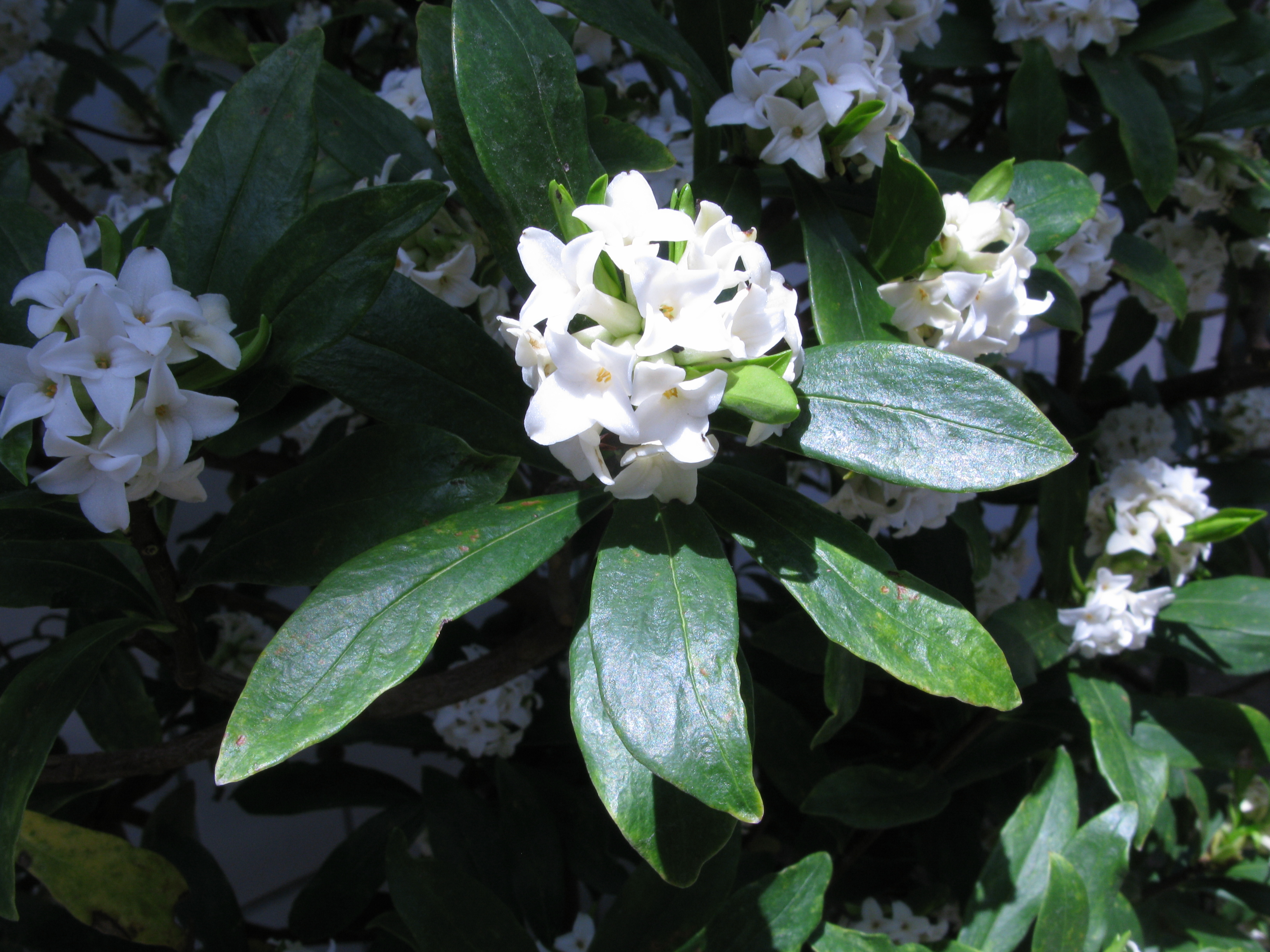
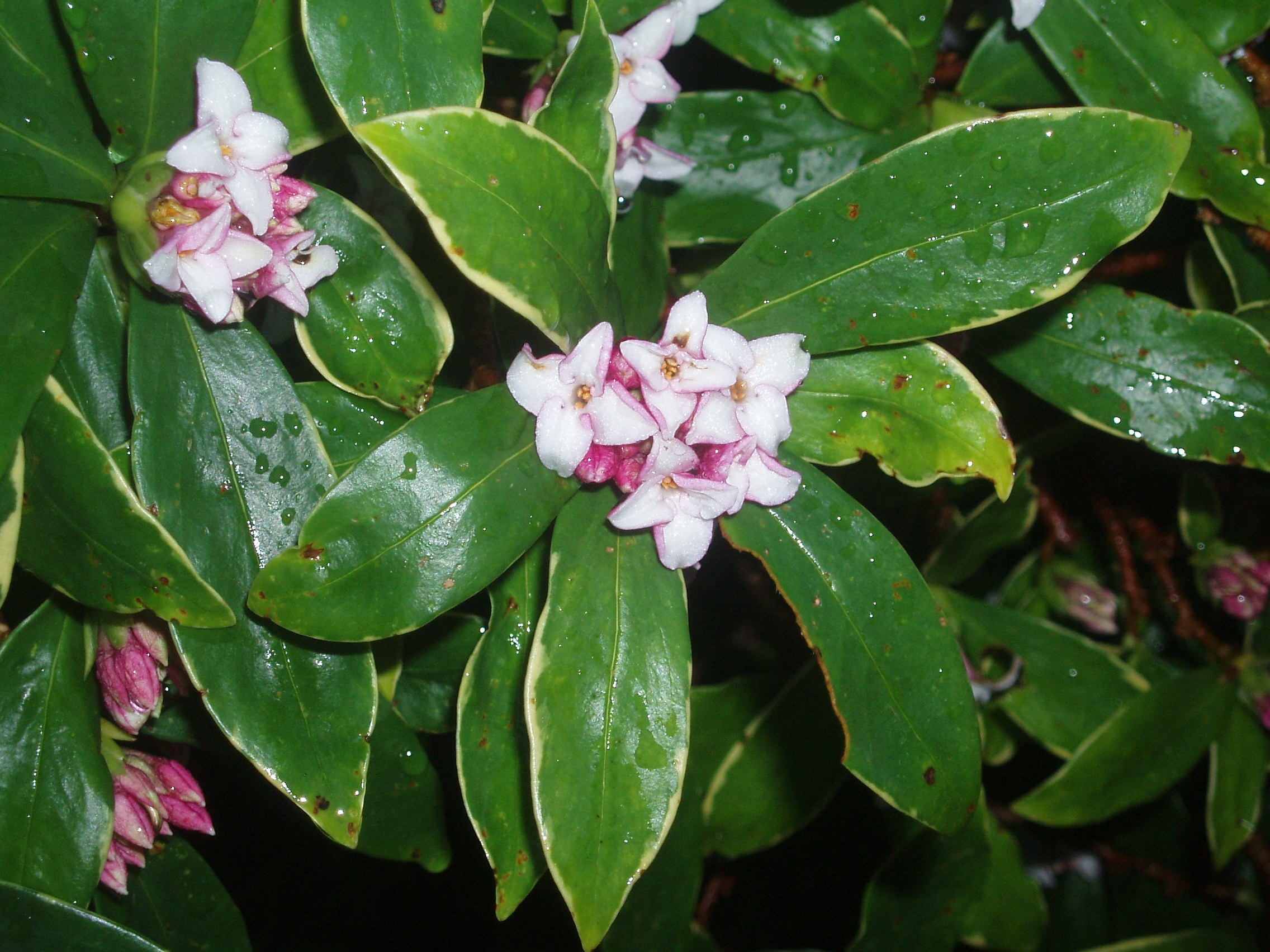